# 南圣罗莎
南圣罗莎是巴西圣卡塔琳娜州的一个市镇。总面积151.44平方公里，总人口7949人，人口密度52.5人/平方公里。